# Андрија Стојковић
Андрија Стојковић (Чачак, 12. децембар 1924 — Београд, 3. јун 2007) био је научник, редовни професор Природно-математичког факултета у Београду од 1975. до 1990. године.

## Биографија
Докторирао је на филозофском факултету у Београду где је и дипломирао. У периоду од 1950. до 1954. године је радио као професор у Београдским гимназијама, a затим постао асистент за логику од 1954. до 1958. када је стекао звање доцента. Од 1962. је радио као ванредни професор на филозофском факултету у Београду. Био је члан Српског филозофског друштва, Хегеловог друштва у Београду. Уређивао је више различитих филозофских часописа, као што је Филозофски преглед, Филозофија, Дијалектика. Учествовао је на више од 50 домаћих и међународних научних скупова. Био је придружени члан Матице Српске, Научног друштва Србије, и Удружења књижевника Србије.